# Glypta occidentalis
Glypta occidentalis là một loài tò vò trong họ Ichneumonidae.